# No Other Name
No Other Name es el álbum número 23 en vivo de Hillsong y el primero bajo el nombre de Hillsong Worship, lanzado el 27 de junio de 2014 en Australia y Nueva Zelanda, y el 1 de julio en todo el mundo.[cita requerida] El álbum fue nombrado después de la conferencia de Hillsong "Hillsong Conference" del año 2014.[cita requerida]
El equipo de grabación para este álbum incluye a Reuben Morgan, Ben Fielding, Annie Garratt, Jad Gillies, David Ware, Jay Cook, Joel Houston, Matt Crocker, Taya Smith, Hannah Hobbs y Marty Sampson, entre otros.

## Historia
En febrero, Hillsong Worship, a través de su página anunució que estaban trabajando en un nuevo álbum en vivo a lanzar en julio de 2014, y algunas de las canciones incluidas serían "This I Believe" y "Calvary".
En marzo anunciaron que estaban trabajando en la carátula del nuevo álbum que aún no habían nombrado.
El 3 de abril, lanzaron el primer sencillo del álbum, una canción titulada "Calvary" como sencillo de pascua. Luego, el 23 de abril, Cass Langton de Hillsong Church, escribió una entrada en el blog de Hillsong Collected, en la cual hablaba sobre la nueva grabación, anunciando que Michael Chislett estaba produciendo el álbum. Mientras tanto, Jay Argaet fotografió la carátula del álbum el 23 de abril en el Times Square de Nueva York.
El 5 de mayo, revelaron el nombre del álbum, mostrando la carátula, que es una fotografía de las pantallas del Times Square mostrando el texto "No Other Name, Jesus".
El 27 de junio el álbum fue lanzado en Australia.[cita requerida]
El 22 de julio se lanzó el EP digital de No Other Name, 'No Hay Otro Nombre', en 5 idiomas. Ahora disponible desde la web de Hillsong y en iTunes España. A partir del 8 de agosto también estará disponible en iTunes USA y Latinoamérica
También este álbum marca el regreso del cantautor Marty Sampson (con el tema: Depths), que se incorpora nuevamente a una grabación en vivo de Hillsong Live desde el álbum This Is Our God, en 2008.

## Grabación
La grabación del álbum comenzó en febrero.[cita requerida] Mientras tanto, el DVD en vivo sería grabado en el Allphones Arena en la Hillsong Conference del año 2014.

## Lista de canciones
| N.º | Título                                        | Escritor(es)                                       | Duración |  |
| 1.  | «This I Believe (The Creed)» (Matt Crocker)   | Matt Crocker & Ben Fielding                        | 6:42     |  |
| 2.  | «Heaven and Earth» (David Ware)               | Ben Fielding & Sam Knock                           | 5:02     |  |
| 3.  | «Broken Vessels (Amazing Grace)» (Taya Smith) | Joel Houston & Jonas Myrin                         | 9:29     |  |
| 4.  | «No Other Name» (Joel Houston, Jad Gillies)   | Joel Houston & Jonas Myrin                         | 7:20     |  |
| 5.  | «Depths» (Marty Sampson)                      | Brooke Ligertwood & Marty Sampson                  | 6:18     |  |
| 6.  | «Calvary» (Reuben Morgan)                     | Reuben Morgan, Jonas Myrin & Mrs. Walter G. Taylor | 4:13     |  |
| 7.  | «Thank You Jesus» (Hannah Hobbs)              | Matt Crocker & Hannah Hobbs                        | 5:50     |  |
| 8.  | «All Things New» (Ben Fielding)               | Ben Fielding & Dean Ussher                         | 4:11     |  |
| 9.  | «My Story» (Reuben Morgan)                    | Reuben Morgan & Jarrad Rogers                      | 4:59     |  |
| 10. | «Our Father» (Annie Garratt)                  | Brooke Ligertwood, Scott Ligertwood & Jonas Myrin  | 4:43     |  |
| 11. | «Mountain» (Jad Gillies)                      | Matt Crocker & Joel Houston                        | 6:48     |  |

Source:

## Sencillos
"Calvary" fue el primer sencillo y fue lanzado el 3 de abril en la página web de Hillsong Worship. La canción estuvo disponible para su descarga en una versión acústica cantada por Reuben Morgan.

## Personel
- Líderes: Joel Houston, Reuben Morgan, Marty Sampson, Matt Crocker, Ben Fielding, David Ware, Annie Garratt, Jad Gillies, Hannah Hobbs,
- Otros vocalistas: Alexander Epa Iosefa, Jay Cook, Jess Ancilleri, Melodie Wagner, Jonathon Douglass, Tyler Douglass, Laura Toggs
- Teclado: Autumn Hardman, Peter James, Benjamin Tennikoff, David Andrew
- Bajo: Adam Crosariol, Jihea Oh, Matt Hann
- Guitarra eléctrica: Timon Klein, Dylan Thomas, Joel Hingston, Michael Guy Chislett, Nigel Hendroff,
- Batería: Harrison Wood, Simon Kobler, Daniel McMurray

"No Other Name" será lanzado el 11 de julio en las estaciones FM cristianas.[cita requerida]